# Matthias Glasner
Matthias Glasner (Amburgo, 20 gennaio 1965) è un regista e sceneggiatore tedesco.

## Biografia
Matthias Glasner ha fondato la società di produzione cinematografica Schwarzweiss [sic] Filmproduktion nel 1996 con il suo amico, l'attore Jürgen Vogel. Glasner ha scritto la sceneggiatura del primo film della compagnia : Sexy Sadie.
Nel 2006 gli è stato assegnato il Premio teatrale della Gilda dell'arte cinematografica tedesca al festival di Berlino per il suo quarto film: Der freie Wille con Jürgen Vogel come attore principale.

## Filmografia (Parziale)
- The Meds (1995)
- Sexy Sadie (1996)
- Fandango (2000)
- Schimanski muss leiden (2000)
- Tatort: Flashback (2002)
- Der freie Wille (2006)
- This is Love (2009)
- Die kommenden Tage (2010)
- Die Stunde des Wolfes (2011)
- Gnade (2012)
- Polizeiruf 110: Demokratie stirbt in Finsternis (2018)
- Das Boot (4 episodi) (2020)
- Sterben (2024)